# Municipio de Boxville
El municipio de Boxville (en inglés: Boxville Township) es un municipio ubicado en el condado de Marshall en el estado estadounidense de Minnesota. En el año 2010 tenía una población de 39 habitantes y una densidad poblacional de 1,8 personas por km².

## Geografía
El municipio de Boxville se encuentra ubicado en las coordenadas 48°11′2″N 96°49′51″O / 48.18389, -96.83083. Según la Oficina del Censo de los Estados Unidos, el municipio tiene una superficie total de 21.63 km², de la cual 21,63 km² corresponden a tierra firme y (0 %) 0 km² es agua.

## Demografía
Según el censo de 2010, había 39 personas residiendo en el municipio de Boxville. La densidad de población era de 1,8 hab./km². De los 39 habitantes, el municipio de Boxville estaba compuesto por el 92,31 % blancos, el 7,69 % eran de otras razas. Del total de la población el 7,69 % eran hispanos o latinos de cualquier raza.